# Ivor Novello Awards
L'Ivor Novello Awards, così chiamato in ricordo dell'artista Ivor Novello, è un premio dedicato ai compositori e agli scrittori musicali. La premiazione, che si tiene a Londra nella British Academy of Composers and Songwriters, è stata introdotta nel 1955.
Il premio, soprannominato "The Ivors", viene assegnato a maggio ed è sponsorizzato dalla Performing Right Society. Esso consiste in una scultura in bronzo di Euterpe, la musa greca della musica.
Tra i premiati spiccano i nomi di Cliff Richard, Jeff Lynne, Iron Maiden, Freddie Mercury, Brian May, Pete Townshend, David Bowie, New Order, Martin Lee Gore, Kate Bush, Eric Clapton, Mark Knopfler, John Dankworth, Cathy Dennis, John Lennon, Annie Lennox, Paul McCartney, Bee Gees, Supertramp, Duran Duran, George Michael, Pet Shop Boys, Dave Stewart, Sting, Robbie Williams, John Taverner, David Gilmour, Oasis, Phil Collins, Amy Winehouse, Lisa Stansfield, Paolo Nutini, Gary Barlow, Adele, The Cure, Lana Del Rey e U2.